# Черният рицар (филм, 2001)
„Черният рицар“ (на английски: Black Knight) е американски фентъзи приключенски комедиен филм от 2001 г. на режисьора Гил Джънгър, по сценарий на Даръл Куарлес, Питър Голк и Джери Суалоу, с участието на Мартин Лорънс, Марша Томасън, Том Уилкинсън, Винсънт Ригън и Кевин Конуей. Филмът е пуснат по кината в Съединените щати на 21 ноември 2001 г., с негативни отзиви и печели 39,9 млн. щ.д. срещу производствен бюджет от 50 млн. щ.д.

## В България
В България филмът е излъчен на 8 Ноември 2008 г. по bTV с български войсоувър дублаж. Екипът се състои от:
| Озвучаващи артисти  | Димитър Кръстев Веселин Ранков Биляна Петринска Антония Драгова Стефан Стефанов Владимир Колев |
| Преводач            | Кристин Балчева                                                                                |
| Тонрежисьор         | Галина Наумова                                                                                 |
| Режисьор на дублажа | Красимир Куцупаров                                                                             |

На 4 Февруари 2012 г. филмът е излъчен по Нова телевизия с български войсоувър дублаж на Nova Broadcasting Group. Екипът се състои от:
| Озвучаващи артисти  | Яница Митева Даниела Йорданова Здравко Методиев Силви Стоицов Георги Георгиев – Гого |
| Преводач            | Йорданка Василева                                                                    |
| Тонрежисьор         | Стефан Дучев                                                                         |
| Режисьор на дублажа | Димитър Кръстев                                                                      |

На 15 декември 2023 г. филмът е излъчен по Стар Ченъл с български войсоувър дублаж на Доли Медия Студио. Екипът се състои от:
| Озвучаващи артисти  | Таня Димитрова Милена Живкова Илиян Пенев Николай Върбанов Виктор Иванов |
| Преводач            | Полина Николова                                                          |
| Тонрежисьор         | Илиян Апостолов                                                          |
| Режисьор на дублажа | Антонина Иванова                                                         |